# Торнтон, Уорик
Уорик Торнтон (англ. Warwick Thornton) — австралийский режиссёр, сценарист и кинооператор; представитель коренного населения Северной территории Австралийского Союза, обладатель «Золотой камеры» Каннского кинофестиваля 2009 года за лучший дебютный полнометражный фильм.

## Биография
Уорик Торнтон родился и вырос в городе Алис-Спрингс на юге Северной территории Австралии. Его мать, Фрида Глинн, была одним из основателей и первым директором Центральной ассоциации средств массовой информации австралийских аборигенов (CAAMA) и директором телевизионной компании «Imparja».
Учился в школе города Нью Норсия в штате Западная Австралия. Карьеру начал как оператор в 1990 году, затем окончил Австралийскую школу кино, телевидения и радио в 1997 году со степенью бакалавра.
Дебютной лентой стала телевизионная работа «Марлуки Вирлиний — охотник на кенгуру», представленная на суд зрителей в 1998 году. В творчестве Уорика Торнтона преобладает кинодокументалистика, особое внимание он уделяет короткому метру. В 2008 году его короткометражный фильм «Нана» был награждён «Хрустальным медведем» Берлинского фестиваля. Наиболее известен по фильму «Самсон и Далила», получившему множество престижных наград.
В 2023 году состоялась премьера фильма Торнтона «Новенький».